# Liste des chansons reprises par les Beatles
Cette page énumère toutes les reprises enregistrées et officiellement publiées par les Beatles ensemble et en solo. De ce fait, cette liste exclut tous les bootlegs y compris les enregistrements faits à Hambourg en décembre 1962 et publiés en 1977 sous le titre Live! at the Star-Club in Hamburg, Germany; 1962. Elle exclut aussi la plupart des pièces, encore enregistrées à Hambourg, où le groupe accompagnait Tony Sheridan.
Certaines de ces chansons ont été enregistrées et publiées plus d'une fois, mais seule la première parution est incluse dans cette liste.

## Contexte
En début de carrière, comme tous les autres groupes de l'époque, les Beatles jouent des reprises sur scène. Habituellement, les autres groupes qui se partagent la scène jouaient les tubes les plus populaires. Alors, pour éviter de répéter les mêmes chansons et surtout pour se démarquer, les Beatles se tourneront vers les faces B moins connues.
Au moment de faire leurs premiers enregistrements, n'ayant qu'une quantité limitée de compositions, ils incluront plusieurs de ces chansons sur leurs albums. Des quatre premiers disques, seul A Hard Day's Night ne contient que des compositions originales. Sur les autres, six des quatorze chansons seront des reprises. Le maxi Long Tall Sally contient aussi trois reprises tandis que la chanson Bad Boy a été enregistrée pour le marché américain. À part une improvisation d'une chanson traditionnelle de Liverpool sur Let It Be en 1970, les deux dernières reprises apparaîtront sur Help! en 1965.
La plupart des autres chansons que l'on retrouve dans cette liste, proviennent des enregistrements effectués lors de leurs auditions chez Decca, lors de leurs séances d'enregistrement chez EMI ou enregistrées en direct dans les studios de la BBC et publiées sur leurs disques posthumes (section jaune).
Lors de leurs carrières solo, les ex-Beatles ont recommencé à publier des chansons d'autres auteurs et à part Harrison, ils ont même publié des disques qui ne comportaient que des reprises.

## Les Beatles
| Chanson                                                        | Année | Album                             | Artiste original / Auteur(s) | Notes |
| -------------------------------------------------------------- | ----- | --------------------------------- | --- | --- |
| Anna (Go to Him)                                               | 1963  | Please Please Me                  | Arthur Alexander | Cette chanson a aussi été enregistrée à deux reprises dans les studios de la BBC. |
| Chains                                                         | 1963  | Please Please Me                  | The Cookies / Gerry Goffin et Carole King                                                                                         | Aussi enregistrée à quatre reprises dans les studios de la BBC. |
| Boys                                                           | 1963  | Please Please Me                  | The Shirelles / Luther Dixon et Wes Farrell (en)                                                                                  | Aussi enregistrée à sept reprises dans les studios de la BBC. |
| Baby It's You                                                  | 1963  | Please Please Me                  | The Shirelles / Mack David, Barney Williams et Burt Bacharach                                                                     | Aussi enregistrée à trois reprises dans les studios de la BBC. |
| A Taste of Honey                                               | 1963  | Please Please Me                  | Lenny Welch (en) / Bobby Scott et Ric Marlow                                                                                      | Musique tirée de la pièce éponyme de 1960 à laquelle des paroles seront rajoutés en 1962. Aussi enregistrée à huit reprises dans les studios de la BBC. |
| Twist and Shout                                                | 1963  | Please Please Me                  | The Isley Brothers / Phil Medley et Bert Berns                                                                                    | Atteint la 2e place des charts américain derrière Can't Buy Me Love. Elle a été enregistrée dix fois dans les studios de la BBC, un record pour une reprise. |
| Till There Was You                                             | 1963  | With the Beatles                  | Barbara Cook / Meredith Willson                                                                                                   | Chanson tirée de la pièce The Music Man (1957). Aussi enregistrée à six reprises dans les studios de la BBC. |
| Please Mr. Postman                                             | 1963  | With the Beatles                  | The Marvelettes / Georgia Dobbins, William Garrett, Brian Holland, Robert Bateman (en), Freddie Gorman (en)                       | Aussi enregistrée à trois reprises dans les studios de la BBC. |
| Roll Over Beethoven                                            | 1963  | With the Beatles                  | Chuck Berry | § Aussi enregistrée à sept reprises dans les studios de la BBC. |
| You've Really Got a Hold on Me                                 | 1963  | With the Beatles                  | The Miracles / Smokey Robinson | Aussi enregistrée à quatre reprises dans les studios de la BBC. |
| Devil in Her Heart                                             | 1963  | With the Beatles                  | The Donays / Richard Drapkin | Aussi enregistrée à deux reprises dans les studios de la BBC. |
| Money (That's What I Want)                                     | 1963  | With the Beatles                  | Barrett Strong / Berry Gordy et Janie Bradford (en)                                                                               | Aussi enregistrée à six reprises dans les studios de la BBC. |
| Long Tall Sally                                                | 1964  | Long Tall Sally                   | Little Richard / Enotris Johnson (de), Robert Blackwell et Richard Penniman                                                       | Ce maxi est le premier de deux qui ne contiennent que des chansons inédites. |
| Slow Down                                                      | 1964  | Long Tall Sally                   | Larry Williams | ‡ Aussi enregistrée à sept reprises dans les studios de la BBC. |
| Matchbox                                                       | 1964  | Long Tall Sally                   | Carl Perkins | † Aussi enregistrée à deux reprises dans les studios de la BBC. |
| Rock and Roll Music                                            | 1964  | Beatles for Sale                  | Chuck Berry | § Atteint la 68e place sur le Billboard pop chart aux États-Unis. Aussi enregistrée une fois dans les studios de la BBC. |
| Mr. Moonlight                                                  | 1964  | Beatles for Sale                  | Dr Feelgood / Roy Lee Johnson (en)                                                                                                | |
| Kansas City/Hey, Hey, Hey, Hey                                 | 1964  | Beatles for Sale                  | Little Richard / Jerry Leiber, Mike Stoller et Richard Penniman                                                                   | Aussi enregistrée à quatre reprises dans les studios de la BBC. |
| Words of Love                                                  | 1964  | Beatles for Sale                  | Buddy Holly | Aussi enregistrée une fois dans les studios de la BBC. |
| Honey Don't                                                    | 1964  | Beatles for Sale                  | Carl Perkins | † Aussi enregistrée à quatre reprises dans les studios de la BBC. |
| Everybody's Trying to Be My Baby                               | 1964  | Beatles for Sale                  | Carl Perkins | † Avec 3 chansons chacun, Perkins et Williams sont les artistes les plus repris par les Beatles durant leur carrière. Quatre autres chansons écrites ou interprétées par Perkins seront endisquées subséquemment. Cette chanson a aussi été enregistrée à cinq reprises dans les studios de la BBC. |
| Bad Boy                                                        | 1965  | Beatles VI                        | Larry Williams | ‡ Parue sur ce disque américain 18 mois avant d'être publiée en Angleterre. |
| Act Naturally                                                  | 1965  | Help!                             | Buck Owens / Johnny Russell et Voni Morrison                                                                                      | |
| Dizzy Miss Lizzy                                               | 1965  | Help!                             | Larry Williams | ‡ Avec 3 chansons chacun, Williams et Perkins sont les artistes les plus repris par les Beatles durant leur carrière. Cette chanson a aussi été enregistrée une fois dans les studios de la BBC. |
| Maggie Mae                                                     | 1970  | Let It Be                         | The Vipers Skiffle Group (en) | Chanson traditionnelle folklorique de Liverpool. |
| I Got a Woman                                                  | 1994  | Live at the BBC                   | Ray Charles | Elle a été enregistrée à deux reprises dans les studios de la BBC. |
| Too Much Monkey Business                                       | 1994  | Live at the BBC                   | Chuck Berry | § Elle a été enregistrée à quatre reprises dans les studios de la BBC. |
| Keep Your Hands Off My Baby                                    | 1994  | Live at the BBC                   | Little Eva / Gerry Goffin et Carole King                                                                                          | |
| Young Blood                                                    | 1994  | Live at the BBC                   | The Coasters / Jerry Leiber, Mike Stoller et Doc Pomus                                                                            | |
| A Shot of Rhythm and Blues                                     | 1994  | Live at the BBC                   | Arthur Alexander / Terry Thompson                                                                                                 | Elle a été enregistrée à deux reprises dans les studios de la BBC. |
| Sure to Fall (in Love with You)                                | 1994  | Live at the BBC                   | Carl Perkins / Carl Perkins, Quinton Claunch (en) et Bill Cantrell                                                                | † Elle a été enregistrée à trois reprises dans les studios de la BBC. |
| Some Other Guy                                                 | 1994  | Live at the BBC                   | Richie Barrett (en) /Jerry Leiber, Mike Stoller et Richard Barrett                                                                | Elle a été enregistrée à trois reprises dans les studios de la BBC. |
| That's All Right (Mama)                                        | 1994  | Live at the BBC                   | Elvis Presley / Arthur Crudup | |
| Carol                                                          | 1994  | Live at the BBC                   | Chuck Berry | § |
| Soldier of Love (Lay Down Your Arms)                           | 1994  | Live at the BBC                   | Arthur Alexander / Buzz Cason (en) et Tony Moon                                                                                   | |
| Clarabella                                                     | 1994  | Live at the BBC                   | The Jodimars (en) / Frank Pingatore                                                                                               | |
| I'm Gonna Sit Right Down and Cry (Over You)                    | 1994  | Live at the BBC                   | Elvis Presley / Joe Thomas et Howard Biggs (en)                                                                                   | |
| Crying, Waiting, Hoping                                        | 1994  | Live at the BBC                   | Buddy Holly | |
| To Know Her Is to Love Her                                     | 1994  | Live at the BBC                   | The Teddy Bears / Phil Spector | |
| The Honeymoon Song                                             | 1994  | Live at the BBC                   | Marino Marini / Míkis Theodorákis et William Sansom (en)                                                                          | |
| Johnny B. Goode                                                | 1994  | Live at the BBC                   | Chuck Berry | § |
| Memphis, Tennessee                                             | 1994  | Live at the BBC                   | Chuck Berry | § Elle a été enregistrée à cinq reprises dans les studios de la BBC, la première fois avec Pete Best à la batterie. |
| Lucille                                                        | 1994  | Live at the BBC                   | Little Richard / Albert Collins et Richard Penniman                                                                               | Elle a été enregistrée à deux reprises dans les studios de la BBC. |
| Sweet Little Sixteen                                           | 1994  | Live at the BBC                   | Chuck Berry | § Elle a été enregistrée à deux reprises dans les studios de la BBC. |
| Lonesome Tears in My Eyes                                      | 1994  | Live at the BBC                   | Johnny Burnette and the Rock and Roll Trio (en) / Johnny Burnette, Dorsey Burnette, Paul Burlison (en) et Al Mortimer (en)        | |
| Nothin' Shakin'                                                | 1994  | Live at the BBC                   | Eddie Fontaine / Eddie Fontaine, Cirino Colacrai, Diane Lampert, John Gluck, Jr.                                                  | |
| The Hippy Hippy Shake                                          | 1994  | Live at the BBC                   | Chan Romero (en) | Elle a été enregistrée à cinq reprises dans les studios de la BBC. |
| Glad All Over                                                  | 1994  | Live at the BBC                   | Carl Perkins / Aaron Schroeder, Sid Tepper (en) et Roy Bennett (en)                                                               | † Elle a été enregistrée à deux reprises dans les studios de la BBC. |
| I Just Don't Understand                                        | 1994  | Live at the BBC                   | Ann-Margret / Marijohn Wilkin et Kent Westberry                                                                                   | |
| So How Come (No One Loves Me)                                  | 1994  | Live at the BBC                   | The Everly Brothers / Felice et Boudleaux Bryant                                                                                  | |
| I Forgot to Remember to Forget                                 | 1994  | Live at the BBC                   | Elvis Presley / Stan Kesler (en) et Charlie Feathers                                                                              | |
| I Got to Find My Baby                                          | 1994  | Live at the BBC                   | Chuck Berry | § Cette chanson, écrite à l'origine par Peter Clayton en 1941, a été enregistrée à deux reprises dans les studios de la BBC. |
| Ooh! My Soul                                                   | 1994  | Live at the BBC                   | Little Richard | |
| Don't Ever Change                                              | 1994  | Live at the BBC                   | The Crickets / Gerry Goffin et Carole King                                                                                        | |
| That'll Be the Day                                             | 1995  | Anthology 1                       | The Crickets / Buddy Holly et Jerry Allison (en)                                                                                  | Enregistrement amateur effectué par les Quarrymen en 1958. |
| Hallelujah I Love Her So                                       | 1995  | Anthology 1                       | Ray Charles | Enregistrement amateur effectué par les Quarrymen en 1960. |
| My Bonnie                                                      | 1995  | Anthology 1                       | Chanson traditionnelle | Enregistrée à Hambourg avec Tony Sheridan au chant principal. |
| Ain't She Sweet                                                | 1995  | Anthology 1                       | Milton Ager et Jack Yellen (en)                                                                                                   | Chanson datant de 1927. Enregistrée en 1961 à Hambourg lors des séances avec Tony Sheridan (Anthology 1) et en 1969 en studio pendant les séances Get Back (Anthology 3). |
| Searchin'                                                      | 1995  | Anthology 1                       | The Coasters / Leiber et Stoller                                                                                                  | Enregistrée lors de l'audition des Beatles chez Decca. |
| Three Cool Cats                                                | 1995  | Anthology 1                       | The Coasters / Leiber et Stoller                                                                                                  | Enregistrée lors de l'audition des Beatles chez Decca. Elle a aussi été jouée à deux reprises en direct des studios de la BBC mais ces prestations n'ont jamais été diffusées et les enregistrements sont aujourd’hui introuvables.                                                                 |
| The Sheik of Araby                                             | 1995  | Anthology 1                       | Ted Snyder, Harry B. Smith (en) et Francis Wheeler (en)                                                                           | Chanson de Tin Pan Alley, inspirée du film The Sheik (1921) mettant en vedette Rudolph Valentino. Enregistrée lors de l'audition des Beatles chez Decca. |
| Bésame mucho                                                   | 1995  | Anthology 1                       | Consuelo Velázquez / Sunny Skylar                                                                                                 | Aussi enregistrée lors de l'audition des Beatles chez Decca, cette version provient de la première séance d'enregistrement pour EMI. Elle a aussi été jouée en direct des studios de la BBC avec Pete Best à la batterie.                                                                           |
| Lend Me Your Comb                                              | 1995  | Anthology 1                       | Carl Perkins / Kay Twomey (en), Fred Wise (en) et Ben Weisman (en)                                                                | † Enregistrée en direct des studios de la BBC |
| Shout                                                          | 1995  | Anthology 1                       | The Isley Brothers / Rudolph Isley, Ronald Isley et O'Kelly Isley, Jr.                                                            | Enregistrée en direct des studios de la IBC |
| Leave My Kitten Alone                                          | 1995  | Anthology 1                       | Little Willie John / Little Willie John, James McDougal et Titus Turner (en)                                                      | Enregistrée lors des séances d'enregistrement de l'album Beatles for Sale. |
| Medley : Rip It Up / Shake, Rattle and Roll / Blue Suede Shoes | 1996  | Anthology 3                       | Little Richard / Bill Haley & His Comets / Carl Perkins / Robert Blackwell et John Marascalco / Charles E. Calhoun / Carl Perkins | † Enregistré lors des séances du projet Get Back qui aboutira au disque Let It Be. |
| Mailman, Bring Me No More Blues                                | 1996  | Anthology 3                       | Buddy Holly /Ruth Roberts (en), Bill Katz, et Stanley Clayton                                                                     | Idem au précédent. |
| I'm Talking About You                                          | 2013  | On Air - Live At The BBC Volume 2 | Chuck Berry | § Avec 9 chansons, Berry est l'artiste le plus repris dans l'œuvre étendue des Beatles. |
| Beautiful Dreamer                                              | 2013  | On Air - Live At The BBC Volume 2 | Tony Orlando (en) / Stephen Foster modifiée par Gerry Goffin et Jack Keller                                                       | Chanson originellement publiée en 1864. Adaptation du single de Tony Orlando paru fin 1962. |
| Happy Birthday Dear Saturday Club                              | 2013  | On Air - Live At The BBC Volume 2 | Patty Hill / Mildred J. Hill | Chanson traditionnellement chantée pour célébrer l'anniversaire de la naissance d'une personne. |
| St. Louis Blues                                                | 2018  | The Beatles Anniversary Editions  | William Christopher Handy | Bœuf |
| (You're So Square) Baby I Don't Care (en)                      | 2018  | The Beatles Anniversary Editions  | Elvis Presley / Jerry Leiber et Mike Stoller                                                                                      | Bœuf |
| Blue Moon                                                      | 2018  | The Beatles Anniversary Editions  | Richard Rodgers et Lorenz Hart | Bœuf |
| Wake Up Little Susie                                           | 2021  | Let It Be Deluxe Edition          | The Everly Brothers / Felice et Boudleaux Bryant                                                                                  | Bœuf |
| The Walk (en)                                                  | 2021  | Let It Be Deluxe Edition          | Jimmy McCracklin / Bob Garlic | Bœuf |
| I'm Ready (alias Rocker)                                       | 2021  | Let It Be Deluxe Edition          | Al Lewis (en), Fats Domino et Sylvester Bradford                                                                                  | Bœuf |
| Save the Last Dance for Me                                     | 2021  | Let It Be Deluxe Edition          | The Drifters / Doc Pomus et Mort Shuman                                                                                           | Bœuf |

## En solo

### John Lennon
- Well (Baby Please Don't Go) (Walter Ward (en)) (1972)
- Ya Ya (Morris Robinson/Clarence Lewis/Lee Dorsey) (1974 - Court extrait)

Rock 'n' Roll : Ce disque de 1975 comprend des standards de rock des années 1950. Un astérisque dénote des pièces rajoutées à la réédition de 2004.
- Be-Bop-A-Lula - (Davis/Gene Vincent)
- Stand by Me - (Jerry Leiber et Mike Stoller/Ben E. King)
- Medley: Rip It Up / Ready Teddy  - (Robert Blackwell/John Marascalco)
- You Can't Catch Me - (Chuck Berry)
- Ain't That a Shame - (Fats Domino/Dave Bartholomew)
- Do You Wanna Dance? - (Bobby Freeman)
- Sweet Little Sixteen - (Chuck Berry)
- Slippin' and Slidin' (en) - (Eddie Bocage/Al Collins]/Richard Penniman/James H. Smith)
- Peggy Sue - (Allison/Petty/Buddy Holly)
- Medley: Bring It On Home to Me (en) / Send Me Some Lovin' (en) - (Sam Cooke)/(Marascalco/Price)
- Bony Moronie - (Larry Williams)
- Ya Ya - (Morris Robinson/Clarence Lewis/Lee Dorsey) Version complète.
- Just Because (en) - (Lloyd Price)
- Angel Baby (en) - (Rosie Hamlin (en)) *
- To Know Her Is to Love Her - (Phil Spector) *
- Since My Baby Left Me - (Arthur Crudup) *

### Paul McCartney
- Love Is Strange - (Mickey Baker, Bo Diddley, Sylvia Robinson) (1971)
- Richard Cory - (Paul Simon) (1976)
- Go Now (en) - (Larry Banks, Milton Bennett) (1976)
- Lucille - (Collins / Penniman) (1981)
- Matchbox - (Carl Perkins) (1990)
- Crackin' Up - (Bo Diddley) (1990)
- Twenty Flight Rock - (Eddie Cochran/Ned Fairchild) (1990)
- Ain't That a Shame - (Fats Domino/Dave Bartholomew) (1990)
- If I Were Not Upon the Stage - (Thomas Sutton/Bill Turner/Stan Bowsher) (1990)
- Don't Let the Sun Catch You Crying - (Joe Greene) (1990)
- Kansas City – (Jerry Leiber/Mike Stoller) (1993)
- Foxy Lady (extrait) – (Jimi Hendrix) (2009)

Снова в СССР : Ce disque, publié en URSS en 1988 (et disponible partout dans le monde à partir de 1991), est composé de pièces rock, blues and jazz.
- Lawdy Miss Clawdy - (Lloyd Price)
- Twenty Flight Rock - (Eddie Cochran)
- I'm in Love Again - (Fats Domino)
- Bring It On Home to Me (en) - (Sam Cooke)
- Lucille - (Little Richard)
- Don't Get Around Much Anymore - (Duke Ellington)
- I'm Gonna Be a Wheel Someday (en) - (Fats Domino/Dave Bartholomew/Roy Hayes)
- That's All Right, Mama - (Arthur Crudup)
- Summertime - (George Gershwin)
- Ain't That a Shame - (Fats Domino)
- Crackin' Up - (Bo Diddley)
- Just Because - (Brenda Lee)
- Midnight Special (en) - traditionnel

Unplugged (The Official Bootleg) : Enregistré en 1991 dans les studios de télévision de Wembley pour l'émission MTV Unplugged. Contient aussi des pièces originales exclues ici.
- Be-Bop-A-Lula - (Gene Vincent)
- Blue Moon of Kentucky - (Bill Monroe)
- San Francisco Bay Blues (en) - (Jesse Fuller)
- Hi-Heel Sneakers - (Robert Higginbotham)
- Ain't No Sunshine - (Bill Withers)
- Good Rockin' Tonight - (Roy Brown)
- Singing the Blues (en) - (Melvin Endsley)

Run Devil Run : Disque de reprises de chansons Rock 'n' roll des années 1950 publié en 1999 avec David Gilmour à la guitare et Ian Paice à la batterie. Contient aussi des pièces originales exclues ici.
- Blue Jean Bop - (Gene Vincent / Hal Levy)
- She Said Yeah - (Larry Williams)
- All Shook Up - (Otis Blackwell / Elvis Presley)
- No Other Baby (en) - (Dickie Bishop / Bob Watson)
- Lonesome Town- (Baker Knight)
- Movie Magg (en) - (Carl Perkins)
- Brown Eyed Handsome Man - (Chuck Berry)
- Coquette (en) - (Johnny Green / Carmen Lombardo / Gus Kahn)
- I Got Stung - (David Hill / Aaron Schroeder)
- Honey Hush (en) - (Joe Turner)
- Shake a Hand (en) - (Joe Morris)
- Party (Jessie Mae Robinson)
- Fabulous (en) - (Bernie Lowe, Kal Mann) (parue en face B de No Other Baby, maintenant disponible sur iTunes)

Kisses on the Bottom : Ce disque de 2012 reprend des pièces du répertoire de jazz. McCartney est accompagné de Diana Krall, son orchestre et autres invités. Contient aussi des pièces originales exclues ici.
- I'm Gonna Sit Right Down and Write Myself a Letter (en) - (Fred E. Ahlert et Joe Young)
- Home (When Shadows Fall) (en) - (Peter van Steeden, Geoffrey Clarkson et Harry Clarkson)
- It's Only a Paper Moon - (Harold Arlen, E. Y. « Yip » Harburg et Billy Rose)
- More I Cannot Wish You (en) - (Frank Loesser)
- The Glory of Love (en) - (Billy Hill)
- We Three (My Echo, My Shadow and Me) (en) - (Sammy Mysels, Dick Robertson et Nelson Cogane)
- Ac-Cent-Tchu-Ate The Positive - (Harold Arlen et Johnny Mercer)
- Always (en) - (Irving Berlin)
- My Very Good Friend the Milkman - (Harold Spina et Johnny Burke)
- Bye Bye Blackbird - (Ray Henderson et Mort Dixon)
- Get Yourself Another Fool - (Frank A. Haywood et Ernest Monroe Tucker)
- The Inch Worm (en) - (Frank Loesser)
- My One and Only Love - (Guy Wood et Robert Mellin) (Titre bonus)
- The Christmas Song (Chestnuts Roasting On An Open Fire) - (Mel Tormé & Robert Wells) (Titre bonus) [n 4]

One Hand Clapping : Cette séance en direct en studio du groupe Wings enregistrée en 1974 est publié en 2024. Contient pour la plupart des pièces originales, exclues ici, mais contient quelques reprises. L'astérisque dénote une chanson publiée en bonus sous forme de disque vinyle.
- Baby Face (en) - (Harry Akst (en)/Benny Davis (en))
- Blue Moon of Kentucky - (Bill Monroe)
- Go Now (en) - (Larry Banks (en)/Milton Bennett) - Chant Denny Laine
- Twenty Flight Rock - (Eddie Cochran, Ned Fairchild (en))*
- Peggy Sue - ( Buddy Holly/Jerry Allison (en)/Norman Petty)*
- I'm Gonna Love You Too (en) - (Joe B. Mauldin (en),Niki Sullivan (en), Norman Petty)*

### George Harrison
- If Not for You - (Bob Dylan) (1970)
- Bye Bye, Love - (Felice and Boudleaux Bryant) avec texte modifié par Harrison (1974)
- True Love - (Cole Porter)[n 5] (1976)
- Baltimore Oriole - (Hoagy Carmichael) (1981)
- Hong Kong Blues - (Hoagy Carmichael) (1981)
- I Really Love You - (Leroy Swearingen) (1982)
- I Don't Want to Do It - (Bob Dylan)[n 6] (1985)
- Got My Mind Set on You - (Rudy Clark) (1988)
- Roll Over Beethoven - (Chuck Berry) (Live) (1992)
- Absolutely Sweet Marie - (Bob Dylan)[n 7] (1993)
- Anna Júlia - (Los Hermanos) [n 8],[7](2001)
- Between the Devil and the Deep Blue Sea - (Harold Arlen/Ted Koehler) (2002)

### Ringo Starr
Sentimental Journey : Son premier disque solo de 1970 ne renferme que des standards de jazz américain.
- Sentimental Journey - (Bud Green/Les Brown/Bon Homer)
- Night and Day - (Cole Porter)
- Whispering Grass - (Don't Tell The Trees) (Fred Fisher/Doris Fisher)
- Bye Bye Blackbird - (Mort Dixon/Ray Henderson)
- I'm a Fool to Care - (Ted Daffan)
- Stardust - (Hoagy Carmichael/Mitchell Parish)
- Blue, Turning Grey Over You - (Andy Razaf/Fats Waller)
- Love is a Many Splendoured Thing - (Sammy Fain/Paul Webster)
- Dream - (Johnny Mercer)
- You Always Hurt the One You Love - (Allan Roberts/Doris Fisher)
- Have I Told You Lately that I Love You? - (Scott Wiseman)
- Let the Rest of the World Go By - (Ernest Ball/Karen Brennan)

I Wanna Be Santa Claus : Un album de chansons de Noël publié en 1999. Contient aussi des pièces originales exclues ici.
- Winter Wonderland - (Felix Bernard/Dick Smith)
- The Little Drummer Boy - (Harry Simeone/Henry Onorati/Katherine Davis)
- Rudolph the Red-Nosed Reindeer - (Johnny Marks)
- Blue Christmas - (Bill Hayes/Jay Johnson)
- White Christmas - (Irving Berlin)

Autres reprises:
- You're Sixteen - (Bob Sherman/Dick Sherman) (1973)
- Husbands and Wives - (Roger Miller) (1974)
- Only You (And You Alone) - (Buck Ram/Ande Rand) (1974)
- No No Song - (Hoyt Axton/David P. Jackson) (1974)
- A Dose of Rock 'n' Roll - (Carl Grossman) (1976)
- Hey! Baby - (Margaret Cobb/Bruce Channel) (1976)
- Drowning in the Sea of Love - (Kenny Gamble/Leon Huff) (1977)
- Sneakin' Sally Through the Alley - (Allen Toussaint) (1977)
- Bad Boy - (Lil Armstrong/Avon Long) (1978)
- Lipstick Traces (On a Cigarette) - (Naomi Neville) (1978)
- Heart On My Sleeve - (Benny Gallagher/Graham Lyle) (1978)
- Where Did Our Love Go - (Eddie Holland/Lamont Dozier/Brian Holland)(1978)
- Hard Times - (Peter Skellern) (1978)
- Monkey See - Monkey Do - (Michael Franks) (1978)
- Sure to Fall (in Love with You) - (Carl Perkins/Bill Cantrell/Quinton Claunch (en)) (1981)
- Drift Away - (Mentor Williams) (1998)
- Think It Over - (Buddy Holly/Norman Petty) (2012)
- Rock Island Line - (Kelly Pace) (2012)
- Rock Around the Clock - (Max C. Freedman/Jimmy De Knigh) (2021 (en))